# Brooke Mueller
Brooke Jaye Mueller (Palm Beach, Florida; 19 de agosto de 1977) es una actriz estadounidense. Su papel más conocido fue como Janet en la película de 1999 Witchouse. También interpretó a Cassandra en la película de 2008 Strictly Sexual (acreditada como Brooke Allen).
Mueller nació en Palm Beach, Florida. Tiene ascendencia judía.
El 30 de mayo de 2008, Brooke se casó con el actor Charlie Sheen. Mueller dio a luz a dos gemelos, Bob y Max, el 14 de marzo de 2009.
Sheen pidió el divorcio a Mueller en noviembre de 2010. El divorcio fue aprobado por el Tribunal Superior de Justicia de Los Ángeles y entró en vigor el 2 de mayo de 2011.